# Tinca Stegovec
Tinca (Justina) Stegovec, slovenska slikarka in grafičarka, * 8. april 1927, Planina pri Črnomlju, † 14. januar 2019
Tinca Stegovec je predstavnica tako imenovane Ljubljanske grafične šole. Ukvarjala se je tudi z ilustracijo in publicistiko (objavila knjigo Človek in njegovo okolje, 2006)
Leta 1966 je prejela nagrado Prešernovega sklada, 2016 pa kot ena redkih žensk tudi nagrado Riharda Jakopiča.